# José Alfredo Poyatos
José Alfredo Poyatos López (nacido el 27 de noviembre de 1964) es un exfutbolista y entrenador que jugó como mediocampista.

## Trayectoria

### Como jugador

#### Carrera en clubes
Poyatos jugó para los equipos locales Chorrillo y Tauro, y en El Salvador para Cojutepeque, donde jugó junto a sus compatriotas Rubén Guevara, Victor Mendieta y Percival Piggott.

#### Carrera en selección
Poyatos debutó con Panamá en un partido amistoso contra la República Dominicana en mayo de 1986 y ha acumulado más de 20 partidos internacionales. Representó a su país en 8 partidos de clasificación para la Copa Mundial de la FIFA y jugó en la Copa de Naciones de la UNCAF en 1993 y 1997, así como en la Copa Oro de la CONCACAF en 1993.
Su último partido internacional fue un encuentro de la Copa de Naciones de la UNCAF contra El Salvador en abril de 1997.

### Como entrenador
Poyatos fue nombrado entrenador del Tauro en 2000 y regresó al club en agosto de 2004. Fue director técnico del Atlético Veragüense en 2006 y del Árabe Unido en 2007. Se convirtió en asistente de la selección nacional en enero de 2010 y en febrero de 2011 asumió el cargo de entrenador del equipo nacional de fútbol sub-20 de Panamá.
En agosto de 2013 regresó al Chorrillo como entrenador y fue contratado por el Millenium UP de segunda división en enero de 2014. En el verano de 2014 volvió a unirse al Tauro como asistente de Jorge Dely Valdés, y luego reemplazó a Valdés para luego dejar el club en marzo de 2015.

## Clubes

### Como jugador
| Club            | País        | Año         |
| --------------- | ----------- | ----------- |
| Chorrillo FC    | Panamá      | 1979 - 1981 |
| Tauro FC        | Panamá      | 1982 - 1987 |
| Cojutepeque FC  | El Salvador | 1988 - 1989 |
| CD Plaza Amador | Panamá      | 1990        |
| Cojutepeque FC  | El Salvador | 1991 - 1993 |
| Tauro FC        | Panamá      | 1993 - 1995 |
| Chorrillo FC    | Panamá      | 1995 - 1997 |

### Como Asistente Técnico
| Club     | País   | Año         | Asistente de      |
| -------- | ------ | ----------- | ----------------- |
| Panamá   | Panamá | 2010        | Jorge Dely Valdés |
| Tauro FC | Panamá | 2014 - 2015 | Jorge Dely Valdés |

### Como Entrenador
| Club                | País   | Año  |
| ------------------- | ------ | ---- |
| Tauro FC            | Panamá | 2000 |
| Tauro FC            | Panamá | 2004 |
| Atlético Chiriquí   | Panamá | 2006 |
| Atlético Veragüense | Panamá | 2006 |
| CD Árabe Unido      | Panamá | 2007 |
| Chorrillo FC        | Panamá | 2009 |
| Panamá Sub-20       | Panamá | 2010 |
| Chorrillo FC        | Panamá | 2013 |
| Millenium UP        | Panamá | 2014 |
| Tauro FC            | Panamá | 2015 |